# Cordobilla de Lácara
Cordobilla de Lácara – gmina w Hiszpanii, w prowincji Badajoz, w Estramadurze, o powierzchni 36,93 km². W 2011 roku gmina liczyła 979 mieszkańców.